# Micșuneștii Mari
Micșunești Marii – wieś w Rumunii, w okręgu Ilfov, w gminie Nuci. W 2011 roku liczyła 738 mieszkańców.